# Parasmittina dubitata
Parasmittina dubitata is een mosdiertjessoort uit de familie van de Smittinidae. De wetenschappelijke naam van de soort is voor het eerst geldig gepubliceerd in 1980 door Hayward.